# Détroit de Danish

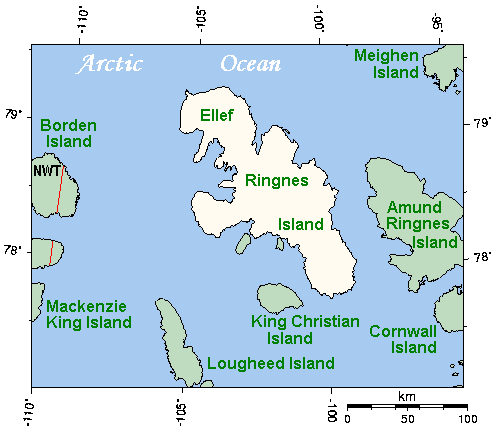
Une carte de l'île Ellef Ringnes dans le Nunavut et ses environs.

Le détroit de Danish est un détroit naturel situé dans l'archipel arctique canadien dans le territoire du Nunavut. L'île Thor est située au nord-ouest, l'île Ellef Ringnes au nord et à l'est et l'île King Christian au sud du détroit.

## Annexe